# Maripí
Maripí – miasto w Kolumbii, w departamencie Boyacá.